# Place de l'Odéon
La place de l'Odéon est une place du 6e arrondissement de Paris, en France.

## Situation et accès

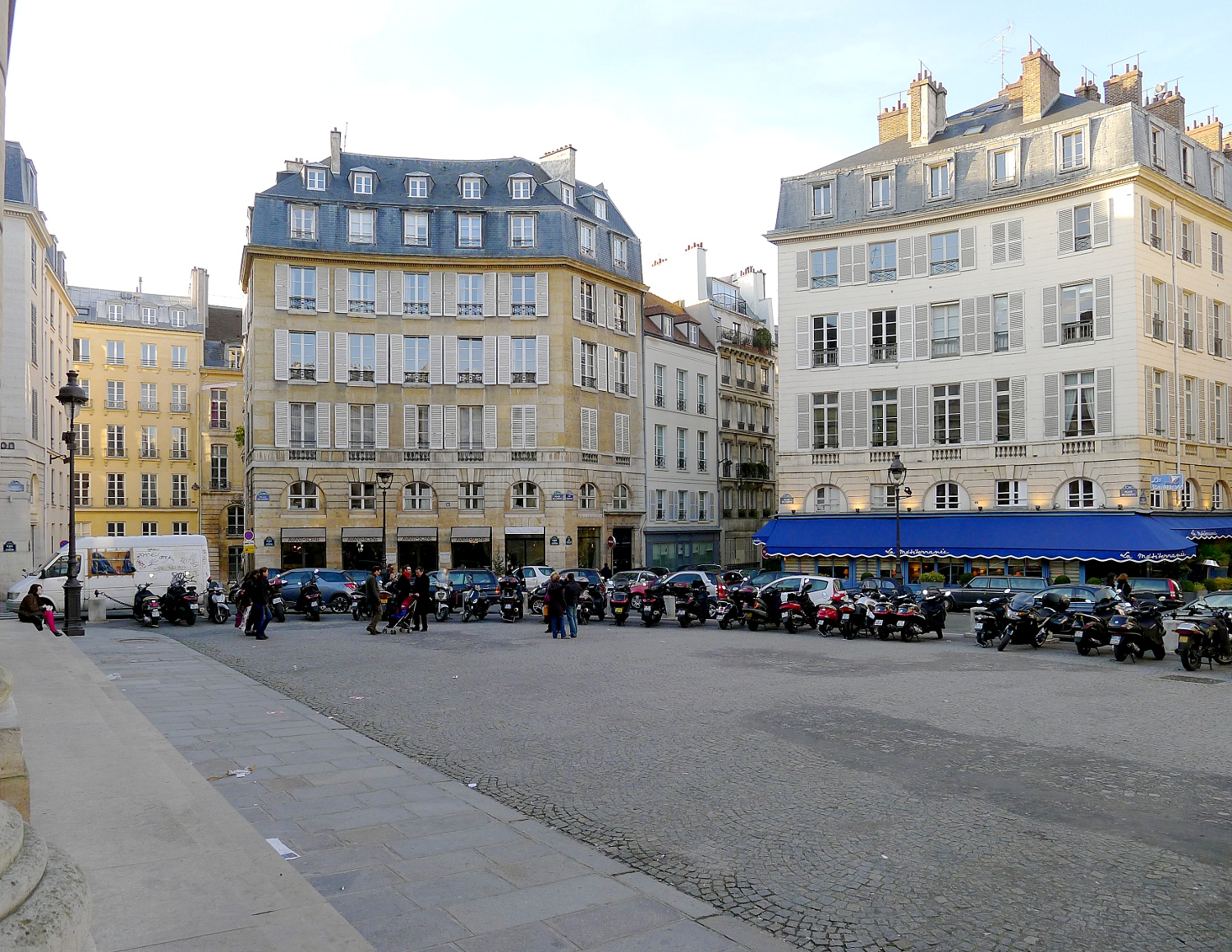
Place de l'Odéon, côté ouest.

La place de l'Odéon est située dans le 6e arrondissement de Paris. Elle prend la forme d'un demi-cercle, dont l'assise est située au sud, le long du théâtre de l'Odéon.
Sur son côté circulaire, la place donne accès à cinq voies, disposées symétriquement ; en partant de l'ouest :
- ouest : rue Regnard ;
- nord-ouest : rue Crébillon ;
- nord : rue de l'Odéon ;
- nord-est : rue Casimir-Delavigne ;
- est : rue Racine.

Au sud, de chaque côté du théâtre, deux voies parallèles partent perpendiculairement à la place : la rue Rotrou sur le côté ouest de l'édifice et la rue Corneille sur son côté est.

## Origine du nom
Cette place est ainsi nommée car elle est située dans le voisinage du théâtre de l'Odéon.

## Historique
La place est ouverte par lettres patentes du 10 août 1779 sur l'emplacement de l'hôtel de Condé sous le nom de « place du Théâtre-Français ». Elle prit plus tard le nom de « place de la Comédie-Française » avant de prendre sa dénomination actuelle en 1807.
L'appartement de Camille Desmoulins donnait sur la place au no 2 (accès par le no 22 rue de l'Odéon, où une plaque lui rend hommage). Il y est arrêté le 31 mars 1794 puis guillotiné le 5 avril suivant, place de la Révolution.
Durant les Trois Glorieuses, la voie fut le théâtre d'affrontement entre les insurgés et la troupe.

## Bâtiments remarquables, et lieux de mémoire
- Le sol de la place est classé au titre des monuments historiques en 1948[3].
- Le théâtre de l'Odéon est classé en 1947[4]. Les autres immeubles de la place sont également classés ou inscrits ; du côté impair : les 1[5], 3[6], 5[7] et 7[8] ; du côté pair : les 2[9], 4[10], 6[11] et 8[12].
- No  1 : ici, en 1834, se trouvait la libraire de Madame Vergne[13]. Le Café Voltaire était à cet emplacement (panneau Histoire de Paris).
- No 2 : restaurant La méditerranée. Louis Aragon le fréquentait et Eugène Ionesco y corrigeait ses épreuves. Jean Cocteau a signé la décoration des assiettes et le logo de l’établissement. Christian Bérard et Marcel Vertès ont réalisé la décoration murale[14],[15]. Le prix Médicis y est décerné[16].
- No  7 : siège de la maison d'édition Le Dilettante.